# 庫卡隆山脈

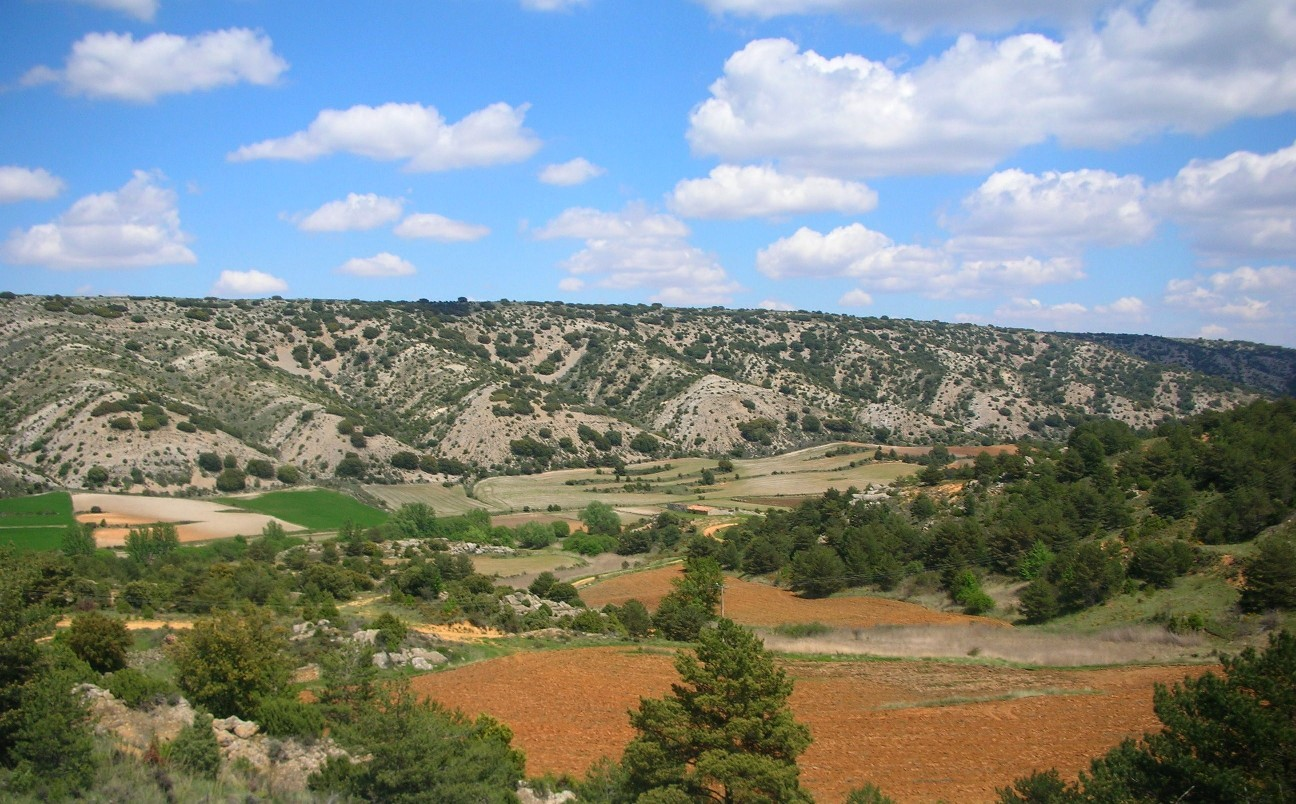

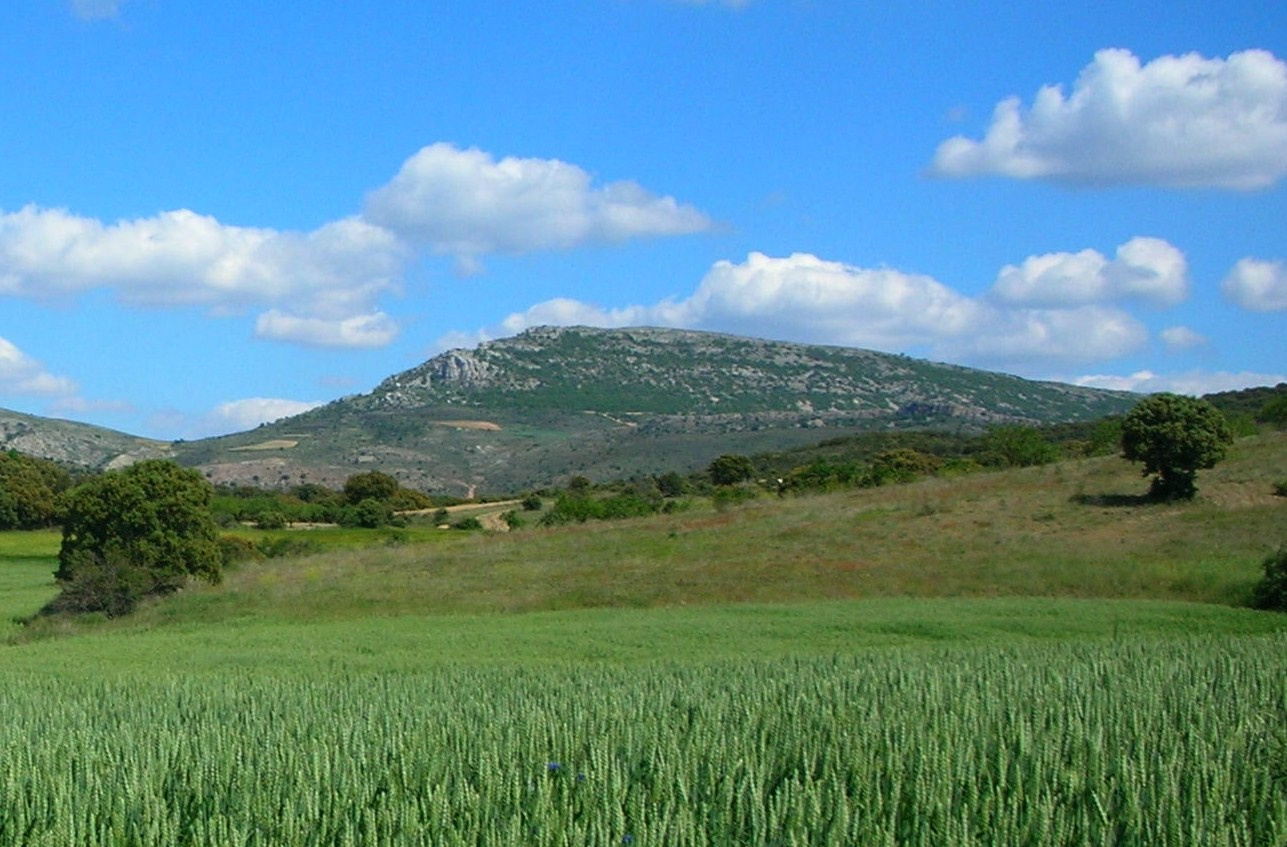

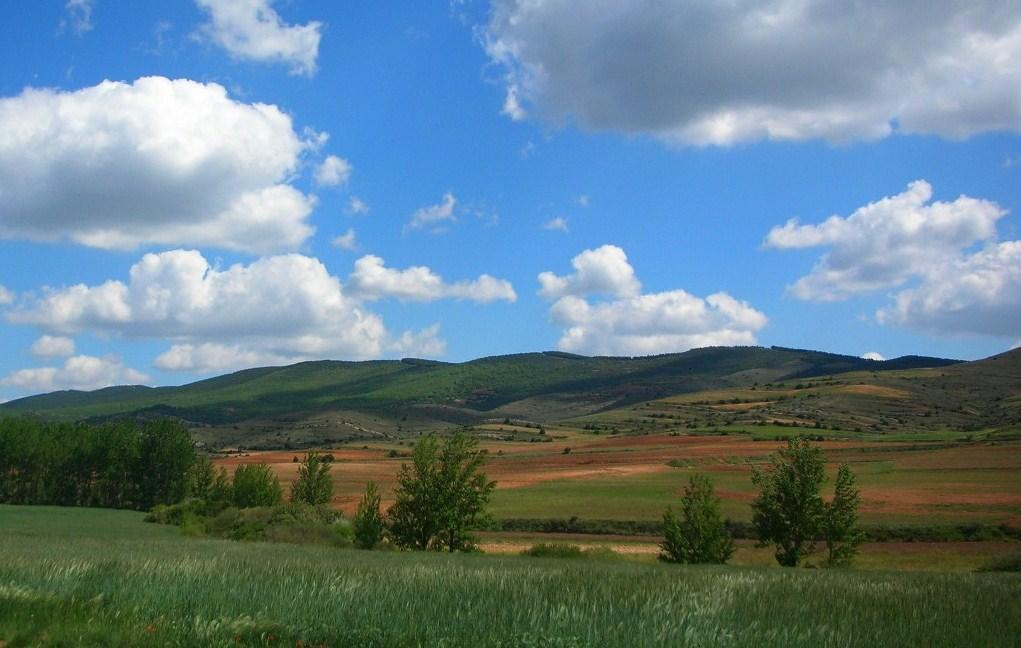

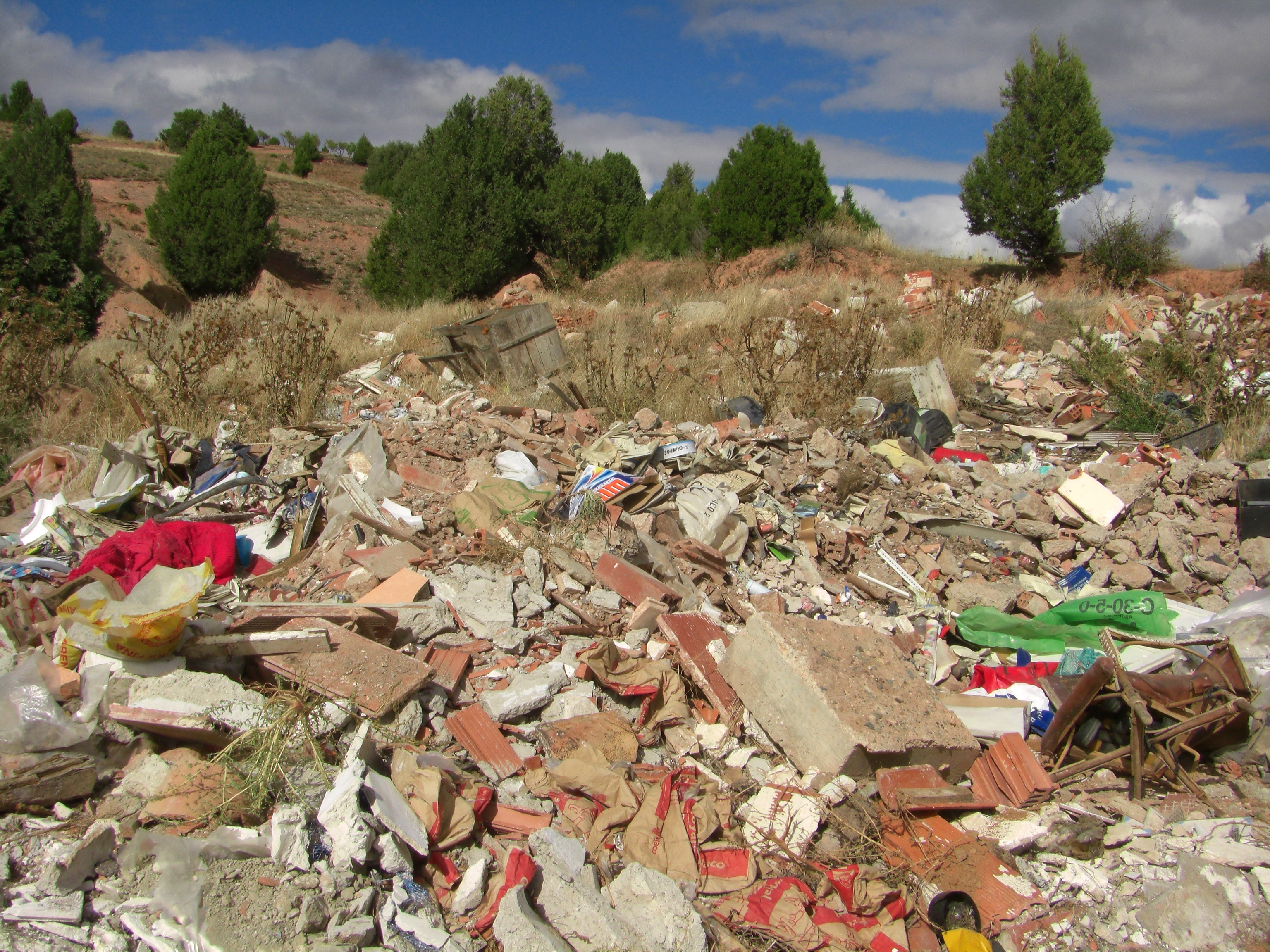

40°59′45″N 1°5′5″W / 40.99583°N 1.08472°W
庫卡隆山脈（西班牙語：Sierra de Cucalón），是西班牙的山脈，位於阿拉貢自治區，屬於伊比利亞山脈的一部分，長約30公里、寬10公里，平均海拔高度約1,200米，最高點海拔高度1,481米。